# لیانا فری
لیانا فِری (ایتالیایی: Liana Ferri؛ زادهٔ) بازیگر، منشی صحنه و فیلم‌نامه‌نویس است.
از فیلم‌هایی که وی در آن‌ها نقش داشته است، می‌توان به ترور، در پارک اتفاق افتاد، ملودی‌های جاودانه، زن نابینای سورنتو و هفت گناه کبیره اشاره نمود.